# Lode Craeybeckx
François Ferdinand Louis (Lode) Craeybeckx (Antwerpen, 24 november 1897 - aldaar, 25 juli 1976) was een Belgisch socialistisch politicus. Hij was volksvertegenwoordiger (1932-1968) en burgemeester van Deurne (1933-1937) en Antwerpen (1947-1976) en als zodanig een van de belangrijkste architecten van het naoorlogse Antwerpen.

## Levensloop

### Jeugd en studies
Craeybeckx was de zoon van een politieman en een huisvrouw. Zijn vader was de zoon van een fruitteler in Ulbeek⁣, maar verhuisde naar Antwerpen omdat zijn familie het niet eens was met zijn verloving met een meisje uit Luik, later Lodes moeder Françoise. Hij was aanvankelijk politieagent, maar werd op voorspraak van een oom-senator benoemd tot politiecommissaris in Ekeren.
Lode volgde oude humaniora aan het Koninklijk Atheneum van Antwerpen dat in die tijd een bolwerk van flamingantisme was. Geïnspireerd door Albrecht Rodenbach en zijn medeleerling Paul van Ostaijen speelde de jonge Lode een actieve rol in allerlei Vlaamsgezinde jeugdverenigingen, zoals de Vlaamsche Bond. In 1915 richtte hij samen met Frederik Van Eeden de maatschappijkritische jongerenvereniging Johanneskring op die streefde naar pedagogische en culturele vernieuwing. In 1916 verliet Craeybeckx als leerling van de poësis (5e middelbaar) het Atheneum en behaalde hij zijn Humaniora-diploma via de Middenjury. In datzelfde jaar schreef hij zich in aan de door de Duitse bezetter vernederlandste universiteit van Gent waar hij Germaanse Filologie volgde. In oktober 1918 stond hij mee aan de wieg van de Jeugdgemeente, een naar Vlaamse cultuurautonomie strevende intellectuele jeugdvereniging waar ook Herman Van den Reeck aan mee werkte. Hij schreef radicale gedichten (zoals "De Daad") en manifesteerde zich als een begenadigd redenaar. Hij werd tevens lid van de Gentse activistische Vlaamsch-Nationale Partij.
Na de oorlog werd hij hiervoor veroordeeld tot vijf jaar gevangenisstraf waarvan hij twee jaar en twee maanden effectief moet uitzitten. Hij was ook voor twintig jaar zijn politieke rechten kwijt. In de gevangenis deelde hij de cel met Lodewijk Dosfel. In deze periode leerde hij ook zijn latere echtgenote kennen, Irma Lauwers, die hem als lid van het Martelarenfonds regelmatig kwam bezoeken. Na zijn vrijlating werkte Craeybeckx als handelscorrespondent en daarna werd hij bediende in een coöperatieve vereniging. In 1925 werd hij redacteur Buitenland bij de Volksgazet. Inmiddels was hij toegetreden tot de Belgische Werkliedenpartij (BWP), waarschijnlijk onder de invloed van het sociale idealisme van Frederik Van Eeden. In 1928 behaalde hij voor de Centrale Examencommissie het doctoraat in de rechten en in 1931 startte hij een advocatenpraktijk.

### Socialist en flamingant
In 1932 werd hij verkozen tot gemeenteraadslid van Deurne, waar hij van 1933 tot 1937 burgemeester was. Ook was hij van 1932 tot 1968 lid van de Kamer van volksvertegenwoordigers voor het arrondissement Antwerpen. Hij beweerde dat hij het burgemeesterschap van Deurne opgegeven had omdat hij de waarde van dat werk 'in perspectief' had gezien. Hij bekende dat hij de laatste tijd meer waarde hechtte aan het verdienen van geld om onafhankelijk te zijn. Als hij tijd had, zou hij niet weten wat ermee te doen.
'Waren Masaryk of Pilsudski eerst nationale of eerst sociale strijders, dan wel het ene omdat ze ook het andere waren'; zo vroeg hij zich luidop af. Hij vermeldde daarbij niet dat Hendrik De Man in zijn boekje 'Nationalisme en Socialisme' uit 1932, dat op jonge Vlaamse socialisten een grote invloed uitoefende, de Poolse nationalistische dictator Pilsudski had afgedaan als een autoritaire nationalist.
Op het eerste Vlaams Socialistisch Congres in 1937 te Antwerpen, een manifestatie om te midden van verrechtsing en Vlaamse radicalisering te bewijzen dat er een sterk Vlaams socialisme bestond, knoopte Craeybeckx weer aan bij zijn activistisch verleden met zijn oproep tot algehele amnestie voor de 'activistische idealisten'. In 1939 schreef hij het Manifest van Antwerpen. Daarin liet een reeks Vlaamse prominenten onder aanvoering van Camille Huysmans en Frans Van Cauwelaert aan de Franstaligen weten dat ze zich met Vlaamse culturele aangelegenheden niet te bemoeien hadden. Ze deden dat naar aanleiding van een regeringscrisis over de benoeming van dokter en ex-activist Adriaan Martens in de kersverse Vlaamse Academie voor Geneeskunde. De fundering van mensenrechten op de Vlaamse identiteit kwam nog voor. Nadat de Vlaamse Conferentie der Balie van Antwerpen in 1939 tot de uitsluiting van de joodse confraters had beslist, met Craeybeckx als een van de tegenstemmers, eiste de Volkgazet dat deze 'nazibeslissing' werd vernietigd. Een argument daarbij was dat de "schoone tradities van het Vlaamsche volk" dat vereisten. Craeybeckx’ flamingantisme ging samen met zijn socialistische bewogenheid en maatschappijvisie. Tijdens de Tweede Wereldoorlog nam hij duidelijk afstand van de collaboratie.
Hij beweerde dat de ruggengraat van de Belgische democratie in Vlaanderen was gegroeid, en wel tijdens de middeleeuwse stedentijd. De Vlaamse steden waren de 'bakermat van de eerste vrijheidsvormen' geweest, "sterker en zuiverder dan deze van de 'Déclaration des Droits de l'Homme et du Citoyen'". Bij katholieke flaminganten en Vlaams-nationalisten was het niet ongebruikelijk dat ze ronduit tegen '1789' gekant waren, maar het beantwoordt niet aan het geijkte beeld van een socialist dat hij de verworvenheden van de Franse Revolutie wilde overtroeven met een oudere 'Vlaamse' democratie, die 'sterker' en 'zuiverder' was geweest. Wat hij bedoelde met die laatste twee termen is niet helemaal duidelijk, Sommigen nemen aan dat Craeybeckx ermee alludeerde op de link tussen deze 'autochtone' democratie en de Vlaamse taal en cultuur, een band die sinds de Franse Tijd verbroken was. Hoe dan ook had Vlaanderen volgens Craeybeckx dankzij de democratie – lees: de door de socialisten bevochten uitbreiding van de aanvankelijk elitaire Belgische democratie – het algemeen stemrecht gekregen. Zonder algemeen stemrecht bleef het overheerst door kasteelheren en fabrieksbazen, beiden even 'volksvreemd' als 'Vlaamsch onkundig'.
In 1946 was hij enkele weken minister van Koloniën.

### Burgemeester van Antwerpen

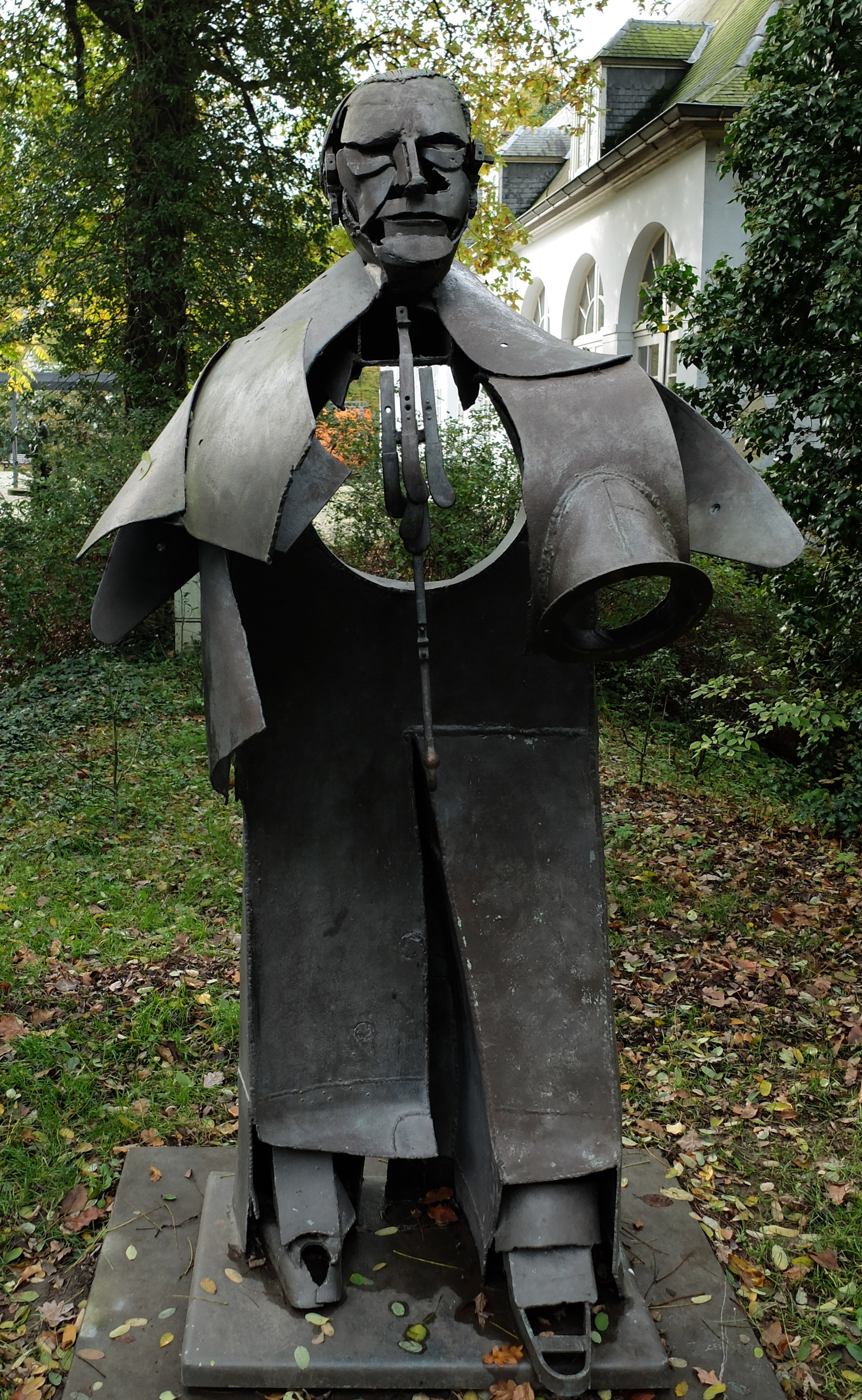
Beeld van Craeybeckx door Vic Gentils

Op 1 januari 1947 werd hij burgemeester van Antwerpen, waar hij in 1946 tot gemeenteraadslid verkozen was. Hij bleef burgemeester tot aan zijn dood in 1976. In deze functie werd hij een van de meest gezaghebbende politici in Vlaanderen. In 1950 onthulde hij een standbeeld, "de Buildrager" van Constantin Meunier, in Antwerpen met de plaque "Arbeid Vrijheid", een beeld dat regelmatig gebruikt wordt bij manifestaties van het Vlaams Belang. Tijdens een driepartijenvolksvergadering op 6 september 1954 in Antwerpen, lanceerde Craeybeckx de bekend geworden slagzin "Antwerpen laat Brussel niet los", bedacht door toenmalige stadsbibliothecaris Ger Schmook, de organisator van de vergadering. Er werd gepleit voor een definitieve wettelijke regeling van de taalgrensproblematiek, de stopzetting van de Brusselse expansie en de bescherming van de taalrechten van de Brusselse Vlamingen. Aanleiding daartoe was de wijziging van de taalwet van 1932 waardoor op grond van de zeer betwiste talentelling van 1947 de tot dan toe Nederlandstalige gemeenten Sint-Agatha-Berchem, Evere en Ganshoren ineens bij de Franstalige Brusselse agglomeratie werden gevoegd. Craeybeckx speelde een belangrijke rol in de actie tegen de talentelling, een vooral bij Vlamingen omstreden instrument waarbij aan de hand van een vragenlijst werd beoordeeld hoeveel mensen in een bepaalde streek Nederlands of Frans spraken. De koppeling van de taalwetgeving aan de volkstelling (talentelling) werd immers al van in het begin (1921) door de Franstaligen misbruikt als steekwapen in de communautaire strijd, met alle manipulatie en fraude van dien. De door Craeybeckx geprefereerde ideologie van "één volk, één taal" , in juridische kringen het territorialiteitsbeginsel genoemd, werd uiteindelijk op definitieve wijze geconsacreerd door de taalwetgeving van 1961-63. De tienjarige talentellingen werden afgeschaft en de taalgrens definitief vastgelegd. Taalminderheden in de rand- en taalgrensgemeenten werden voortaan beschermd door de zgn. faciliteiten.
In 1967 kwam onder zijn impuls het Vlaams Onderwijscentrum Brussel tot stand. Dit werd hem niet in dank afgenomen door de Franstaligen in de toen nog unitaire BSP. Vooral de Waalse socialist Henri Simonet had het voortdurend over de "onomkeerbare verfransing van Brussel". Craeybeckx was (met Frans Grootjans en Frans Detiège) ook de voorvechter van een Universiteit in Antwerpen. In 1972 was hij ook de spil van een actie die pleitte voor rust op het spellingsfront. Hij verzette zich tegen de zogenaamde 'fonologische' vereenvoudiging van de schrijfwijze.
Craeybeckx was de langstzittende burgemeester van Antwerpen. Naar hem is de Craeybeckxtunnel (1981) genoemd, alsook het documentatiecentrum in  het Middelheimpark. Hij heeft belangrijke verdiensten gehad in de promotie van moderne kunst in Antwerpen. Zo was hij de grote bezieler van de later internationaal vermaarde, maar (in 1951) in Antwerpen weinig gewaardeerde Biënnale in het Middelheimpark. Hij had ook een grote bewondering voor de Belgische kunstenaar Albert Szukalski. In de Offerandestraat bevindt er zich een monument met bronzen bas-reliëf ter ere van Lode Craeybeckx. Het werd ontworpen door Aimé De Martelaere en ingewijd op 14 november 1981 ter gelegenheid van het tienjarig bestaan van het winkelwandelcentrum aan de Offerande- en Dambruggestraat. Hij werd op het Schoonselhof begraven.

## Citaten
Notities uit zijn notitieboekjes op 3 augustus 1938:

"Ik voel dat nu de tyd gekomen is. Het werd uitgesteld, en uitgesteld. Niet om de zaak zelf. Maar ik had geen tyd. En ik heb altijd gedacht dat wat binstwyl gebeurde, dienstig zou zijn voor wat het werk moest worden van mijn leven."
"De filosofie der samenleving – der politiek? De literatuur – in den ruimsten zin? Of de politiek zelf? Tusschen deze drie gaat het. Het lykt me moeilyker te kiezen tusschen deze drie, dan de gelegenheid te scheppen in één dezer drie, mijn aktiviteit te ontwikkelen. De taak voor dit oogenblik is dus duidelijk, zoo komt mij nu voor: bepalen aan wat mijn kracht zal besteed worden. Dán zal de taak zijn, den tijd daarvoor vrij te maken."
Op 4 augustus 1938 vervolgde hij zijn overpeinzingen aangaande de politiek: "En eerst en vooral, wélke politiek. Deze van de B.W.P. of beter, van het internationaal socialisme, bevredigt me sinds zeer langen tijd niet. Daaraan is zeker toe te schryven dat ik het niet 'verder bracht' in de rangen van de BWP. Iets is niet te vergeten: sinds jaren, en – meer bepaald – reeds in den tyd van myn kiescampagne in Deurne, en in deze gansche periode – heb ik ideeën voorgestaan, die later hun weg hebben gemaakt; by zoover dat ze vandaag kenmerkend zyn geworden voor de nieuwe politiek van de B.W.P. De toenadering tot de Skandinaavsche landen met inbegrip van de zelfstandige buitenlandsche politiek, mitsgaders ook de door de Skandinaafsche socialisten gevolgde politiek voor te stellen als een te overwegen voorbeeld: hoéwel ik nooit de navolging ervan heb aanbevolen."